# Litesound
Litesound is een Wit-Russische muziekgroep.

## Geschiedenis
De band werd in 2005 opgericht door de broers Dmitri en Vladimir Karjakin. Zij namen in 2007, 2008, 2009 en 2012 deel aan Eurofest, de Wit-Russische voorronden voor het Eurovisiesongfestival. In 2007 en 2008 werd de band tweede. In 2009 eindigde Litesound op de derde plaats, en in 2012 werden zij opnieuw tweede. Na afloop van Eurofest 2012 werd winnares Alyona Lanskaya echter beschuldigd van fraude, waarna Litesound alsnog tot winnaar werd uitgeroepen. Litesound mocht hierdoor automatisch ook het land vertegenwoordigen op het Eurovisiesongfestival 2012. In de Azerbeidzjaanse hoofdstad Bakoe trad de band aan met het nummer We are the heroes. 
De muziekvideo van We are the heroes werd uitgeroepen tot muziekvideo van het jaar. Hun lied  Brothers werd verkozen tot het officiële themalied van het WK ijshockey 2014, dat in Minsk plaatsvond. 
In 2016 probeerde Litesound samen met de Moldavische zangeres Katherine Moldavië op het Eurovisiesongfestival 2016 te vertegenwoordigen. Het liedje Imagine kwam de auditierondes door, maar op 1 februari trokken Litesound en Katherine het liedje gezamenlijk terug.

## Opstelling

### Vaste opstelling
- Dmitri Karjakin - zang, basgitaar, gitaar, keyboards (sinds 2005)
- Vladimir Karjakin - zang, gitaar (sinds 2005)

### Niet (meer) in de vaste opstelling
- Sergej Ginko - drums (2005-2008)
- Vladimir "Mario" Goelinski - basgitaar (2005-2012)
- Jacopo Massa - zang, gitaar (2006-2013)
- Aleksandr Bolosjtsjik - drums (2008)
- Jevgeni Sadovski - toetsen (2009)
- Ignat Jakovitsj - drums (2012)
- Ales Sobol - drums (2012-2013)
- Aleks Koltsjin - zang, gitaar (2012-2015)
- Andrey Rovovoij - drums (2015-augustus 2016)